# Nitro (Wirginia Zachodnia)
Nitro – miasto w Stanach Zjednoczonych, w stanie Wirginia Zachodnia, w hrabstwie Kanawha.